# Trachops
Trachops é um gênero de morcegos da família Phyllostomidae, subfamília Phyllostominae. Atualmente são reconhecidas duas espécies no gênero, Trachops cirrhosus, distribuída amplamente desde o sul do México até o nordeste do Brasil, e Trachops ehrhardti, endêmica do sudeste e sul brasileiros. 

## Espécies
- Trachops ehrhardti Felten, 1956
- Trachops cirrhosus (Spix, 1823)